# Schizotetranychus rhynosperus
Schizotetranychus rhynosperus är en spindeldjursart som beskrevs av Flechtmann och Baker 1970. Schizotetranychus rhynosperus ingår i släktet Schizotetranychus och familjen Tetranychidae. Inga underarter finns listade i Catalogue of Life.